# Луций Семпроний Мерула Авспикат
Вижте пояснителната страница за други личности с името Мерула.
Луций Семпроний Мерула Авспикат (на латински: Lucius Sempronius Merula Auspicatus) e сенатор на Римската империя през 2 век. Произлиза от фамилията Семпронии.
През 121 г. той е суфектконсул заедно с Марк Статорий Секунд.